# Patrick van Kalken
Patrick van Kalken, (* 29. září 1975 Rotterdam, Nizozemsko) je bývalý reprezentant Nizozemska v judu.

## Sportovní kariéra
Systematickým přístupem v tréninkovém centru Kenamju se vypracoval na přelomu tisíciletí ve špičkového evropského judistu. Jenže neshody s reprezentačním vedením ho stály poměrně brzy sportovní kariéru. Problémem byla jeho váha. Byl nucen závodit v kategorii pod 66 kg, přitom hubnutí do této kategorii znamenalo velké sebeodříkání.
V roce 2000 byl pasován jako aktuální mistr Evropy za možného držitele zlaté medaile z olympijských her v Sydney. Ve druhém kole porazil Japonce Nakamuru v posledních sekundách kontrem na ippon (vedl na wazari) a ve čtvrtfinále Kazachstánce Baglajeva po 46s na ippon technikou sukui-nage. V semifinále se utkal s Čečencem v tureckých barvách Özkanem. V polovině zápasu se Özkan dostal do vedení na wazari po technice uči-mata makikomi a tento náskok udržel až do konce. V boji o třetí místo ho vyzval Gruzínec Giorgi Vazagašvili. Po opatrném úvodu a napomínání se první k útoku odhodlal Vazagašvili. Ve druhé minutě se ujal vedení po kata-gurumě na juko. Následně však chyboval a Kalken ho kontroval na wazari. Minutu a půl před koncem dostal Kalken třetí napomenutí a Vazagašvili tak srovnal skóre. Gruzínec ukázal větší vůli po bronzové medaili a minutu před koncem zápasu po kata-gurumě na druhé wazari (wazari-ippon) vyhrál. Kalken obsadil 5. místo.
Po olympijských hrách v Sydney byl frustrován neúspěchem a odmítal dále shazovat váhu. Mezi lehkými vahami (do 73 kg) se však neprosadil. Toto rozhodnutí ho stálo vrcholovou kariéru. Jeho místo v reprezentaci (do 66 kg) rychle obsadil Bryan van Dijk.

## Výsledky
| Turnaj             | 1994 | 1995 | 1996 | 1997 | 1998 | 1999 | 2000 |
| ------------------ | ---- | ---- | ---- | ---- | ---- | ---- | ---- |
| Olympijské hry     | -    | -    | dns  | -    | -    | -    | 5.   |
| Mistrovství světa  | -    | dns  | -    | úč.  | -    | 3.   | -    |
| Mistrovství Evropy | dns  | úč.  | úč.  | úč.  | 3.   | úč.  | 1.   |
| ME juniorů         | 7.   | úč.  | -    | -    | -    | -    | -    |